# Thông điệp từ Turnberry
Thông điệp từ Turnberry (còn được gọi là thông điệp Turnberry) là một thông điệp được gửi bởi cuộc họp của Hội đồng Bắc Đại Tây Dương vào ngày 8 tháng 6 năm 1990 gần tàn tích của Lâu đài Turnberry, Scotland, được gửi tới "Liên Xô và tất cả các nước châu Âu khác"; có nghĩa là các nước thuộc Khối Warszawa và các quốc gia châu Âu trung lập, kêu gọi "hữu nghị và hợp tác...để giúp xây dựng một trật tự hòa bình mới ở châu Âu, dựa trên tự do, công lý và dân chủ".

## Bối cảnh
Thông điệp được đưa ra sau sự kiện Mùa thu của các quốc gia ở Đông Âu. Cùng lúc đó, Khối Warszawa cũng đang tổ chức cuộc họp riêng của họ, và Đảng Cộng sản Liên Xô sẽ tổ chức một cuộc họp trong tương lai gần, tạo cơ hội dồi dào cho những người Cộng sản đưa ra câu trả lời.
Thông điệp đã được coi là một thành công của ngành ngoại giao Đức, cụ thể là nhà ngoại giao Đức Dieter Kastrup, trên con đường thống nhất nước Đức. Những người ủng hộ đáng chú ý khác của thông điệp này bao gồm Ngoại trưởng Đức Hans-Dietrich Genscher và Ngoại trưởng Mỹ James Baker. Canada cũng được mô tả là nước ủng hộ mạnh mẽ thông điệp bên phía NATO.

## Ảnh hưởng
Thông điệp Turnberry được đưa ra cùng với các thông cáo bình thường của NATO đã nhanh chóng nhận được sự quan tâm truyền thông quốc tế. Nó đã được coi là "khác thường", và "sự công nhận chính thức đầu tiên về sự kết thúc của Chiến tranh Lạnh", một "bàn tay của tình hữu nghị", cũng như "bước đầu tiên trong sự phát triển của quan hệ NATO-Nga". Thông điệp này cũng được mô tả là đặt nền móng cho các chương trình đối tác và tiếp cận hiện đại của NATO. Một tháng sau đó, hội nghị thượng đỉnh ở London năm 1990 của NATO đã diễn ra, tiếp tục tuyên bố rằng "Liên Xô và Khối Warszawa không còn là kẻ thù nữa". Cũng trong tháng đó, Tổng thư ký NATO, Manfred Wörner, đã đến thăm Moskva để thảo luận về sự hợp tác trong tương lai, cũng được công nhận là bước tiến đầu tiên trong mối quan hệ NATO-Nga.
Quá trình giảm leo thang này sẽ dẫn đến sự hình thành của Hội đồng Đối tác châu Âu-Đại Tây Dương vào năm 1997.